# Freddy Germanos
Freddy Germanos (en grec moderne : Φρέντυ Γερμανός, 5 septembre 1934 - 21 mai 1999) est un journaliste, producteur de télévision, présentateur d'émissions télévisuelles et écrivain grec.

## Prix
Mai 1953 : il remporte le 1er prix national du journal de la jeunesse Short Story Competition « Evening », organisé par Babis Clara.
Novembre 1968 : il remporte le 1er prix de L’après-midi pour ses entrevues people, surtout pour la fameuse entrevue avec Stamatis Kokotas.[réf. nécessaire]

## Livres
- 1968 : L'Écrire comme je le disais, interviews, histoire humoristique.
- 1970 : Réfléchissez avant d'acheter, histoire humoristique.
- 1972 : Ni sel, ni poivre, histoire humoristique.
- 1975 : CAB, histoire humoristique.
- 1978 : Jimmy prend une cacahuète, histoire humoristique.
- 1978 : La Planète Enemy, science-fiction.
- 1980 : Euro-dictionnaire, histoire humoristique.
- 1981 : Accueil, histoire humoristique.
- 1983 : Plus de sexe... plus tard, histoire humoristique.
- 1984 : Complètement fou ?, histoire humoristique.
- 1985 : Sam, avec des croquis de Costas Mitropoulos, science-fiction.
- 1985 : Ma chère Sophía, romance.
- 1986 : L'Exécution, fiction historique.
- 1990 : L'Amour de la Corse, fiction.
- 1990 : La Grèce en dessous de zéro, histoire humoristique.
- 1994 : Woman in Velvet, fiction historique.
- 1996 : Elli Lambeti, biographie.
- 1997 : Teresa, fiction historique.
- 1998 : Nuits humides, histoires pour adolescents.
- 2000 : L'Objet, roman historique sur Nikos Zachariadis.

## Émissions de télévision
- Kaléidoscope
- Sel et Poivre
- Portrait du jeudi
- Samedi soir et dimanche matin
- Flashback
- Dès la première page

## Discographie
Freddy a connu un grand succès avec son album The 20th Century.

## Sources
- Makis Delaporta, Freddy Germanos - Toile de velours, édition d'Orphée, 2004.